# Megaselia
Megaselia es un género de moscas de la familia Phoridae. Sus más de 1500 especies se distribuyen por todo el mundo, excepto zonas polares.

## Especies
Se reconocen las siguientes:

### A
- Megaselia abalienata Beyer, 1965 c g
- Megaselia abdita Schmitz, 1959 i c g
- Megaselia abdominalis Beyer, 1958 c g
- Megaselia abernethae Disney, 1988 c g
- Megaselia abludens Schmitz, 1927 c g
- Megaselia abstinens Borgmeier, 1967 c g
- Megaselia achatinae (Senior-White, 1924) c g
- Megaselia aciculata Borgmeier, 1964 i c g
- Megaselia aculeata (Schmitz, 1919) i c g
- Megaselia acuta Schmitz, 1935 c g
- Megaselia acutifurca Borgmeier, 1962 c g
- Megaselia acutipennis Bridarolli, 1951 c g
- Megaselia adempta Borgmeier, 1969 c g
- Megaselia advena Borgmeier, 1964 i c g
- Megaselia aemula (Brues, 1911) c g
- Megaselia aequalis (Wood, 1909) i c g
- Megaselia aequaliseta (Borgmeier, 1963) i c g
- Megaselia aequidistans Bridarolli, 1951 c g
- Megaselia aequilateralis Schmitz, 1936 c g
- Megaselia aequimarginata Bridarolli, 1951 c g
- Megaselia aequiperabilis Beyer, 1959 c g
- Megaselia aerivaga Schmitz, 1937 c g
- Megaselia aestiva Beyer, 1966 i c g
- Megaselia affinis (Wood, 1909) c g
- Megaselia afghana Schmitz, 1959 c g
- Megaselia africola Beyer, 1965 c g
- Megaselia agarici (Lintner, 1895) i c g
- Megaselia agnata Schmitz, 1926 c g
- Megaselia agnatoides Beyer, 1958 c g
- Megaselia alajuelensis (Malloch, 1914) c g
- Megaselia alata Brues, 1936 c g
- Megaselia albibasis Borgmeier, 1966 i c g
- Megaselia albicans (Wood, 1908) c g
- Megaselia albicaudata (Wood, 1910) c g
- Megaselia albiclava Schmitz, 1926 c g
- Megaselia albiclavata Borgmeier, 1967 c g
- Megaselia albocingulata (Strobl, 1906) c g
- Megaselia aldabrae Disney, 2007 c g
- Megaselia aldrichi Borgmeier, 1967 i c g
- Megaselia aletiae (Comstock, 1880) i c g
- Megaselia alisamorum Disney, 2008 c g
- Megaselia aliseta Borgmeier, 1967 c g
- Megaselia alius Disney, 2003 c g
- Megaselia allopyga Borgmeier, 1966 i c g
- Megaselia alloterga Borgmeier, 1967 c g
- Megaselia allothrix Borgmeier, 1964 i c g
- Megaselia alpina Schmitz & Beyer, 1965 c g
- Megaselia alsea Robinson, 1983 i c g
- Megaselia altezza Brenner, 2004 c g
- Megaselia alticolella (Wood, 1909) c g
- Megaselia altifrons (Wood, 1909) c g
- Megaselia amatorum Disney, 2003 c g
- Megaselia amica Borgmeier, 1962 c g
- Megaselia amplicornis Borgmeier, 1964 i c g
- Megaselia amplicosta Beyer, 1958 c g
- Megaselia amplifrons Borgmeier, 1962 c g
- Megaselia amplipennis Borgmeier, 1935 c g
- Megaselia ampullosa Borgmeier, 1961 c g
- Megaselia analis (Lundbeck, 1920) c g
- Megaselia andicola Brues, 1944 c g
- Megaselia andrenae Disney, Scanni, Scamoni & Andrietti, 1998 c g
- Megaselia andrewi Disney, 2003 c g
- Megaselia androidea Bridarolli, 1951 c g
- Megaselia aneura Malloch, 1935 c g
- Megaselia angelicae (Wood, 1910) c g
- Megaselia angularis (Schmitz, 1924) c g
- Megaselia angulata Gori, 2005 c g
- Megaselia angusta (Wood, 1909) c g
- Megaselia angustiata Schmitz, 1936 c g
- Megaselia angustifrons (Wood, 1912) c g
- Megaselia angustifurcata (Enderlein, 1912) c g
- Megaselia angustina Schmitz, 1936 c g
- Megaselia anniduedahlae Disney & Bøggild, 2019[2]
- Megaselia annulipes (Schmitz, 1921) i c g
- Megaselia anomala (Malloch, 1912) i c g
- Megaselia anomaliseta Beyer, 1958 c g
- Megaselia anomaloterga Disney, 1993 c g
- Megaselia antecellens Beyer, 1965 c g
- Megaselia antennalis Brues, 1936 c g
- Megaselia antennula Beyer, 1965 c g
- Megaselia anterodorsalis Borgmeier, 1962 c g
- Megaselia anterospinosa Borgmeier, 1962 c g
- Megaselia anthracina Borgmeier, 1962 c g
- Megaselia antialis Borgmeier, 1967 c g
- Megaselia anticheira Disney, 2004 c g
- Megaselia anticonigra Beyer, 1958 c g
- Megaselia apicalis (Brues, 1905) c g
- Megaselia apodicraea Borgmeier, 1971 c g
- Megaselia apoensis Brues, 1936 c g
- Megaselia apophysata Schmitz, 1940 c g
- Megaselia apozona Schmitz, 1936 c g
- Megaselia appendiculata Brues, 1936 c g
- Megaselia appetens Beyer, 1965 c g
- Megaselia apposita Brues, 1936 c g
- Megaselia approximata (Brunetti, 1912) c g
- Megaselia aquilonia Schmitz, 1958 c g
- Megaselia araneivora Goto, 1985 c g
- Megaselia arbuciensis García-Romera, 2014 g[3]
- Megaselia arcticae Disney, 2004 c g
- Megaselia arctifurca Borgmeier, 1967 c g
- Megaselia arcuata (Malloch, 1912) i c g
- Megaselia arcuatilinea Beyer, 1959 c g
- Megaselia ardua Schmitz, 1940 c g
- Megaselia argentea Borgmeier, 1962 c g
- Megaselia argiopephaga Disney, 1982 c g
- Megaselia arietina Disney, 1991 c g
- Megaselia aristalis (Malloch, 1914) i c g
- Megaselia aristata Brues, 1936 c g
- Megaselia aristica (Schmitz, 1920)
- Megaselia aristolochiae Hime & Costa, 1985 c g
- Megaselia arizonensis (Malloch, 1912) i c g
- Megaselia armata (Wood, 1909) c g
- Megaselia armipectus Borgmeier, 1967 c g
- Megaselia armstrongorum  g
- Megaselia arquata Schmitz, 1935 c g
- Megaselia artangula Beyer, 1965 c g
- Megaselia ashmolei Disney, 1990 c g
- Megaselia asthenichaeta Brues, 1944 c g
- Megaselia asymmetrica Beyer, 1959 c g
- Megaselia aterrima (Strobl, 1906) c g
- Megaselia athesis Brenner, 2006 c g
- Megaselia atomella (Malloch, 1912) i c g
- Megaselia atratula Borgmeier, 1964 i c g
- Megaselia atriclava (Brues, 1911) c g
- Megaselia atricolor Borgmeier, 1962 c g
- Megaselia atricornis Beyer, 1958 c g
- Megaselia atridorsata Malloch, 1935 c g
- Megaselia atristola Borgmeier, 1962 c g
- Megaselia atrita (Brues, 1915) c g
- Megaselia atrosericea Schmitz, 1927 c g
- Megaselia atrox Borgmeier, 1968 i c g
- Megaselia attenuata Bridarolli, 1951 c g
- Megaselia audreyae Disney, 1978 c g
- Megaselia aurantiaca Borgmeier, 1971 c g
- Megaselia aurea (Aldrich, 1896) i c g b
- Megaselia auriclava Beyer, 1958 c g
- Megaselia auricoma Schmitz, 1927 c g
- Megaselia austera Schmitz, 1929 c g
- Megaselia australiae Beyer, 1960 c g

### B
- Megaselia badia Schmitz, 1938 c g
- Megaselia baezi Disney, 1990 c g
- Megaselia balfourbrownei Disney & Bøggild, 2019[2]
- Megaselia baltica (Schmitz, 1924) c g
- Megaselia bambootelmatae Disney, 1995 c g
- Megaselia barbata Brues, 1936 c g
- Megaselia barberi (Malloch, 1912) i c g
- Megaselia barbertonia Schmitz, 1929 c g
- Megaselia barbicauda Borgmeier, 1967 c g
- Megaselia barbimargo Beyer, 1960 c g
- Megaselia barbitergata Beyer, 1965 c g
- Megaselia barbulata (Wood, 1909) c g
- Megaselia baroringensis Brues, 1936 c g
- Megaselia barrientosi García-Romera, 2014 g[3]
- Megaselia barroensis Disney, 2007 c g
- Megaselia basicavata Borgmeier, 1964 i c g
- Megaselia basichaeta Borgmeier, 1969 c g
- Megaselia basicrinalis Schmitz, 1953 c g
- Megaselia basipecten Beyer, 1965 c g
- Megaselia basiseta Malloch, 1935 c g
- Megaselia basispinata Lundbeck, 1920 i c g
- Megaselia basitarsalis Beyer, 1964 i c g
- Megaselia basitumida Schmitz, 1927 c g
- Megaselia basiturgida Disney & Durska, 2011
- Megaselia basiveluta Schmitz, 1935 c g
- Megaselia basseti Disney, 2011
- Megaselia beatricis Colyer, 1962 c g
- Megaselia beckeri (Wood, 1909) i c g
- Megaselia bella (Brues, 1905) c g
- Megaselia belumensis Disney, 1995 c g
- Megaselia benebarbata Beyer, 1965 c g
- Megaselia beringensis Borgmeier, 1964 i c g
- Megaselia berndeseni (Schmitz, 1919) c g
- Megaselia berndseni (Schmitz, 1919) g
- Megaselia beyeri Schmitz, 1965 c g
- Megaselia bezziana (Enderlein, 1912) c g
- Megaselia biarticulata Disney, 1988 c g
- Megaselia bicolor (Meigen, 1830) c g
- Megaselia bifida Disney, 1983 c g
- Megaselia bifurcata Disney, 1983 c g
- Megaselia bihamulata Brues, 1936 c g
- Megaselia bilobulus Disney, 2003 c g
- Megaselia bimaculata Borgmeier, 1966 i c g
- Megaselia bingana Disney, 1991 c g
- Megaselia bipunctata Borgmeier, 1963 c g
- Megaselia birdensis Disney, 2006 c g
- Megaselia birgittemarkae Disney & Bøggild, 2019[2]
- Megaselia bisecta Brues, 1936 c g
- Megaselia biseta Beyer, 1960 c g
- Megaselia bisetalis Fang & Liu, 2005 c g
- Megaselia bisetigera Beyer, 1965 c g
- Megaselia bisetulata (Malloch, 1915) i c g
- Megaselia bisinuata Borgmeier, 1962 c g
- Megaselia bispatulata Bridarolli, 1951 c g
- Megaselia bisticta  g
- Megaselia bistruncata Schmitz, 1936 c g
- Megaselia bivesicata Schmitz, 1931 c g
- Megaselia boesii Disney, 2006 c g
- Megaselia boliviana (Enderlein, 1912) c g
- Megaselia boninensis Beyer, 1967 c g
- Megaselia borgmeieri Beyer, 1965 c g
- Megaselia bovista (Gimmerthal, 1848) i
- Megaselia bowlesi Disney, 1981 c g
- Megaselia brachyprocta Borgmeier, 1964 i c g
- Megaselia bradyi  g
- Megaselia brejchaorum  g
- Megaselia brevibarba Borgmeier, 1964 i c g
- Megaselia brevicauda Borgmeier, 1964 i c g
- Megaselia breviceps Borgmeier, 1967 c g
- Megaselia breviciliata (Strobl, 1899) c g
- Megaselia brevicornis Schmitz, 1938 g
- Megaselia brevicostalis (Wood, 1910) i c g
- Megaselia brevifemorata Schmitz, 1926 c g
- Megaselia brevifrons Borgmeier, 1962 c g
- Megaselia brevineura Brues, 1936 c g
- Megaselia brevior (Schmitz, 1924) c g
- Megaselia brevipes (Lundbeck, 1920) c g
- Megaselia brevis (Collin, 1912) c g
- Megaselia breviscula (Brues, 1924) g
- Megaselia brevisecta Brues, 1936 c g
- Megaselia breviseta (Wood, 1912) c g
- Megaselia brevissima (Schmitz, 1924) c g
- Megaselia breviterga (Lundback, 1921) i c g
- Megaselia breviuscula (Brues, 1924) c g
- Megaselia brevivallorum Disney, 2003 c g
- Megaselia brianbrowni Disney, 1994 c g
- Megaselia bridarollii Colyer, 1952 c g
- Megaselia brokawi Disney, 1994 c g
- Megaselia bruchiana (Borgmeier & Schmitz, 1923) c g
- Megaselia bruesi Disney, 1986 c g
- Megaselia brunnea (Schmitz, 1920) c g
- Megaselia brunneicornis (Schmitz, 1920) c g
- Megaselia brunneipalpata Beyer, 1964 i c g
- Megaselia brunneipennis Costa, 1857 c g
- Megaselia brunneoflava Beyer, 1958 c g
- Megaselia brunnicans (Brues, 1924) c g
- Megaselia brunnipennis (Santos Abreu, 1921) c g
- Megaselia brunnipes (Malloch, 1912) i c g
- Megaselia buccata Borgmeier, 1969 c g
- Megaselia buchsi Disney, 1999 c g
- Megaselia bulbicornis Borgmeier, 1962 c g
- Megaselia bulbosa Brues, 1936 c g
- Megaselia burmensis Beyer, 1958 c g
- Megaselia bursaria Borgmeier, 1971 c g
- Megaselia bursata Borgmeier, 1966 i g
- Megaselia bursella Borgmeier, 1969 c g
- Megaselia burselloides Borgmeier, 1969 c g
- Megaselia bursifera Borgmeier, 1971 c g
- Megaselia buxtoni Colyer, 1954 c g

### C
- Megaselia cakpoae Disney in Disney, Kurina, Tedersoo & Cakpo, 2013[4]
- Megaselia caledoniae Borgmeier, 1967 c g
- Megaselia californiensis (Malloch, 1912) i c g
- Megaselia callunae García-Romera, 2014 g[3]
- Megaselia calvescens Borgmeier, 1962 c g
- Megaselia camariana (Coquerel, 1848) c g
- Megaselia camilla Borgmeier, 1964 i g
- Megaselia campestris (Wood, 1908) c g
- Megaselia canaliculata (Brues, 1915) c g
- Megaselia canariensis (Santos Abreu, 1921) c g
- Megaselia canaryae Disney, 1990 c g
- Megaselia capensis Beyer, 1959 c g
- Megaselia capillicauda Borgmeier, 1964 i c g
- Megaselia capillipes Schmitz, 1929 c g
- Megaselia capronata Schmitz, 1940 c g
- Megaselia capta Borgmeier, 1964 i c g
- Megaselia carinata Borgmeier, 1967 c g
- Megaselia carlkahleri Disney & Bøggild, 2019[2]
- Megaselia carlynensis (Malloch, 1912) i c g
- Megaselia carminis García-Romera, 2014 g[3]
- Megaselia carola Robinson, 1981 i c g
- Megaselia carthayensis  g
- Megaselia cassandra Borgmeier, 1971 c g
- Megaselia castanea Bridarolli, 1937 c g
- Megaselia castaneipleura Borgmeier, 1969 c g
- Megaselia caudalis Beyer, 1959 c g
- Megaselia caudifera Beyer, 1965 c g
- Megaselia cavernicola (Brues, 1906) i c g
- Megaselia cavifemur Borgmeier, 1964 i c g
- Megaselia cavifrons Schmitz, 1929 c g
- Megaselia cavimargo Borgmeier, 1962 c g
- Megaselia cercaria Borgmeier, 1969 c g
- Megaselia cercisetaria Disney, 2003 c g
- Megaselia chaetocera Borgmeier, 1964 i c g
- Megaselia chaetogaster Borgmeier, 1971 c g
- Megaselia chaetoneura (Malloch, 1912) i c g
- Megaselia chaetopyga (Lundbeck, 1921) c g
- Megaselia chaetorhoea Beyer, 1966 c g
- Megaselia chainensis Disney, 1985 i c g
- Megaselia chapmani Borgmeier, 1967 c g
- Megaselia chilochaeta Borgmeier, 1962 c g
- Megaselia chiloensis Schmitz, 1929 c g
- Megaselia chinganica Naumov, 1992 c g
- Megaselia chinyeroensis Disney, 2010
- Megaselia chipensis (Brues, 1911) c g
- Megaselia chlorocera Borgmeier, 1968 c g
- Megaselia chlumetiae Disney, 1992 c g
- Megaselia chorogi Naumov, 1979 c g
- Megaselia chrysophora Beyer, 1967 c g
- Megaselia chrysopyge Beyer, 1965 c g
- Megaselia ciancii  g
- Megaselia ciliata (Zetterstedt, 1848) c g
- Megaselia ciliatula Schmitz, 1957 c g
- Megaselia cilipes (Brues, 1907) c g
- Megaselia cilla Borgmeier, 1962 c g
- Megaselia cinerascens Borgmeier, 1962 c g
- Megaselia cinerea Schmitz, 1938 c g
- Megaselia cinereifrons (Strobl, 1910) c g
- Megaselia cirratula Schmitz, 1948 c g
- Megaselia cirricauda Colyer, 1962 c g
- Megaselia cirripes Borgmeier, 1964 i c g
- Megaselia cirripyga Borgmeier, 1964 i c g
- Megaselia cirriventris Schmitz, 1929 i c g
- Megaselia citrinella Buck & Disney, 2001 c g
- Megaselia claggi Brues, 1936 c g
- Megaselia clara (Schmitz, 1921) i c g
- Megaselia claricornis Colyer, 1962 c g
- Megaselia claripennis Bridarolli, 1951 c g
- Megaselia claudia Borgmeier, 1967 c g
- Megaselia clavipedella Brues, 1936 c g
- Megaselia clementsi Disney, 1978 c g
- Megaselia clemonsi Disney, 1984 c g
- Megaselia coacta (Lundbeck, 1920) c g
- Megaselia coaetanea Schmitz, 1929 c g
- Megaselia coalescens Borgmeier, 1962 c g
- Megaselia coarctipennis Borgmeier, 1962 c g
- Megaselia coccyx Schmitz, 1965 i c g
- Megaselia cochlophila Borgmeier, 1967 c g
- Megaselia coei Schmitz, 1938 c g
- Megaselia cognoscibilis Beyer, 1958 c g
- Megaselia collini (Wood, 1909) c g
- Megaselia colyeri (Beyer, 1966) c g
- Megaselia comfurcula Beyer, 1965 c g
- Megaselia communiformis (Schmitz, 1918) c g
- Megaselia communis Borgmeier, 1962 c g
- Megaselia comorosensis Disney, 2005 c g
- Megaselia comosa (Santos Abreu, 1921) c g
- Megaselia compacta Schmitz, 1940 c g
- Megaselia compacticeps Borgmeier, 1964 c g
- Megaselia compactipes Borgmeier, 1964 i g
- Megaselia compar Beyer, 1958 c g
- Megaselia comparabilis Bridarolli, 1951 c g
- Megaselia compressa Borgmeier, 1966 i c g
- Megaselia concava (Borgmeier, 1925) c g
- Megaselia confirmata Borgmeier, 1962 c g
- Megaselia conflugens Borgmeier, 1964 c g
- Megaselia conformipar Schmitz, 1958 c g
- Megaselia conformis (Wood, 1909) c g
- Megaselia confortata Schmitz, 1929 c g
- Megaselia conglomerata (Malloch, 1912) i c g
- Megaselia congrex Beyer, 1965 c g
- Megaselia congrua Schmitz, 1926 c g
- Megaselia conifera Borgmeier, 1967 c g
- Megaselia connexa Borgmeier, 1962 c g
- Megaselia consetigera (Schmitz, 1925) c g
- Megaselia consimilis (Lundbeck, 1920) c g
- Megaselia consobrina Beyer, 1958 c g
- Megaselia conspicua Brues, 1936 c g
- Megaselia conspicualis (Malloch, 1912) i c g
- Megaselia constricta Colyer, 1962 c g
- Megaselia constrictior Schmitz, 1929 c g
- Megaselia consueta (Collin, 1912) c g
- Megaselia continuata Bridarolli, 1951 c g
- Megaselia copalina (Meunier, 1905) c g
- Megaselia copiosa Borgmeier, 1967 c g
- Megaselia cordobensis (Malloch, 1912) c g
- Megaselia corkerae Disney, 1981 c g
- Megaselia cornipalpis  g
- Megaselia correlata (Schmitz, 1918) g
- Megaselia costalis (Roser, 1840) c g
- Megaselia costella Beyer, 1965 i c g
- Megaselia costipennis Brues, 1936 c g
- Megaselia cothurnata (Schmitz, 1919) c g
- Megaselia coulsoni Disney, 1987 c g
- Megaselia crassicosta (Strobl, 1892) c g
- Megaselia crassicostata Beyer, 1965 c g
- Megaselia crassilla Schmitz, 1926 c g
- Megaselia crassimana (Brues, 1905) c g
- Megaselia crassipes (Wood, 1909) i c g
- Megaselia crassirostris Borgmeier, 1962 c g
- Megaselia crassitarsalis Borgmeier, 1931 c g
- Megaselia crassivenia Schmitz, 1927 c g
- Megaselia creasoni  g
- Megaselia crellini Disney, 2011
- Megaselia crepidata Borgmeier, 1964 i c g
- Megaselia cribella Borgmeier, 1964 i c g
- Megaselia crinellicosta (Enderlein, 1912) c g
- Megaselia crinellifemur Borgmeier, 1969 c g
- Megaselia crinifrons Borgmeier, 1966 i c g
- Megaselia criniloba Beyer, 1966 c g
- Megaselia crinipyga Borgmeier, 1969 c g
- Megaselia crinita Schmitz, 1939 c g
- Megaselia criniticauda Colyer, 1962 c g
- Megaselia criniventris Borgmeier, 1958 c g
- Megaselia cristicincta Beyer, 1965 c g
- Megaselia crocea Borgmeier, 1967 c g
- Megaselia croceifascia Borgmeier, 1962 c g
- Megaselia croceiventris Borgmeier, 1971 c g
- Megaselia crocicornis Borgmeier, 1962 c g
- Megaselia croeciclava Borgmeier, 1964 i c g
- Megaselia crosskeyi Beyer, 1965 c g
- Megaselia ctenophora Beyer, 1965 c g
- Megaselia cuneata Borgmeier, 1962 i c g
- Megaselia curtibarba Beyer, 1964 i c g
- Megaselia curticauda Borgmeier, 1967 c g
- Megaselia curticiliata Borgmeier, 1967 c g
- Megaselia curticosta Borgmeier, 1966 i c g
- Megaselia curtifrons (Brues, 1915) c g
- Megaselia curtineura (Brues, 1909) c g
- Megaselia curtinoides Disney, 1991 c g
- Megaselia curtispinosa Disney, 1991 c g
- Megaselia curtissima Beyer, 1967 c g
- Megaselia curva (Brues, 1911) c g
- Megaselia curvata Bridarolli, 1951 c g
- Megaselia curvicapilla Schmitz, 1947 c g
- Megaselia curvitibia Beyer, 1965 c g
- Megaselia curvivenia Schmitz, 1928 c g
- Megaselia cybele Borgmeier, 1962 c g

### D
- Megaselia daemon Bridarolli, 1951 c g
- Megaselia dahli (Becker, 1901) c g
- Megaselia damasi Disney, 1985 c g
- Megaselia daphne Borgmeier, 1962 c g
- Megaselia darlingtonae Disney, 1995 c g
- Megaselia dawahi Disney, 2006 c g
- Megaselia debilis (Brues, 1905) c g
- Megaselia debilitata Brues, 1936 c g
- Megaselia deceptrix Beyer, 1966 c g
- Megaselia decipiens (Meijere, 1910) c g
- Megaselia decora Robinson, 1978 i c g
- Megaselia decussata Borgmeier, 1966 i c g
- Megaselia defecta Borgmeier, 1969 c g
- Megaselia defibaughorum  g
- Megaselia deficiens Borgmeier, 1962 c g
- Megaselia definita Borgmeier, 1969 c g
- Megaselia deflexilinea Beyer, 1958 c g
- Megaselia delicatula (Brues, 1905) c g
- Megaselia deltofemoralis Disney, 2011 g
- Megaselia deltoides Borgmeier, 1964 i c g
- Megaselia deltomera (Schmitz, 1924) c g
- Megaselia deltomima Borgmeier, 1964 i c g
- Megaselia deningi Disney, 1981 c g
- Megaselia dennerti Disney & Beyer, 2005 c g
- Megaselia densa Bridarolli, 1951 c g
- Megaselia densior Schmitz, 1927 c g
- Megaselia dentata Disney, 1991 c g
- Megaselia depililobulus Disney & Durska, 2011
- Megaselia deprivata Borgmeier, 1969 c g
- Megaselia destituta Beyer, 1965 c g
- Megaselia destructor (Malloch, 1915) c g
- Megaselia deuteromegas Borgmeier, 1969 c g
- Megaselia devia Schmitz, 1936 c g
- Megaselia dewittei Beyer, 1965 c g
- Megaselia dewittensis Disney, 2003 c g
- Megaselia dewulfi Bridarolli, 1951 c g
- Megaselia diana Borgmeier, 1951 c g
- Megaselia dichroma Beyer, 1958 c g
- Megaselia dickoni Wakeford, 1994 c g
- Megaselia differens Schmitz, 1948 c g
- Megaselia difficilis (Malloch, 1912) i c g
- Megaselia digitalis Schmitz, 1957 c g
- Megaselia digiturgida Disney, 2008 c g
- Megaselia digressa Brues, 1936 c g
- Megaselia dilatata (Brues, 1919) i c g
- Megaselia dilatimana Disney, 2006 c g
- Megaselia dimidata Brues, 1936 c g
- Megaselia dimidia Schmitz, 1926 c g
- Megaselia diminuta Borgmeier, 1962 c g
- Megaselia dimorphica Disney, 1997 c g
- Megaselia dinacantha Borgmeier, 1967 c g
- Megaselia dinda Borgmeier, 1962 c g
- Megaselia diplochaeta Borgmeier, 1969 c g
- Megaselia diplothrix Borgmeier, 1964 i c g
- Megaselia dipsacosa Smith, 1977 g
- Megaselia directa Brues, 1936 c g
- Megaselia discolor Beyer, 1958 c g
- Megaselia discrepans Borgmeier, 1971 c g
- Megaselia discreta (Wood, 1909) c g
- Megaselia disiuncta Borgmeier, 1958 c g
- Megaselia disneyella Brenner, 2006 c g
- Megaselia disparifemur Borgmeier, 1962 c g
- Megaselia disparipennis Borgmeier, 1962 c g
- Megaselia dispariseta Borgmeier, 1962 c g
- Megaselia dispariterga Borgmeier, 1971 c g
- Megaselia dissita Borgmeier, 1967 c g
- Megaselia divergens (Malloch, 1912) i c g
- Megaselia diversa (Wood, 1909) c g
- Megaselia dolichoptera Bridarolli, 1937 c g
- Megaselia donahuei  g
- Megaselia doryphora Schmitz, 1957 c g
- Megaselia drakei Disney, 1984 c g
- Megaselia dreisbachi Borgmeier, 1964 i c g
- Megaselia dubitalis (Wood, 1908) c g
- Megaselia dubitata (Malloch, 1912) i c g
- Megaselia dupliciseta Bridarolli, 1937 c g
- Megaselia durskae Disney, 1989 c g

### E
- Megaselia ebejeri Disney, 2006 c g
- Megaselia eccoptomera Schmitz, 1927 i c g
- Megaselia ectopia Borgmeier, 1964 i c g
- Megaselia edenensis Disney, 2008 c g
- Megaselia egena (Collin, 1912) c g
- Megaselia eisfelderae Schmitz, 1948 i c g
- Megaselia elegantula Borgmeier, 1969 c g
- Megaselia eleuthera Borgmeier, 1964 i c g
- Megaselia elongata (Wood, 1914) c g
- Megaselia emarginata (Wood, 1908) c g
- Megaselia eminens Schmitz, 1953 c g
- Megaselia enderleini (Brues, 1912) c g
- Megaselia epanquadrata Disney, 2004 c g
- Megaselia equisecta Brues, 1936 c g
- Megaselia erecta (Wood, 1910) i c g
- Megaselia errata (Wood, 1912) c g
- Megaselia ethiopia (Meunier, 1905) c g
- Megaselia eupygis Schmitz, 1929 c g
- Megaselia euryprocta Schmitz, 1957 c g
- Megaselia evaginata Beyer, 1965 c g
- Megaselia evoluta Bridarolli, 1951 c g
- Megaselia exaltata (Malloch, 1914) c g
- Megaselia exangulata Schmitz, 1947 c g
- Megaselia exarcuata Schmitz, 1927 c g
- Megaselia excavata Schmitz, 1927 c g
- Megaselia excisa Beyer, 1966 c g
- Megaselia excisoides Beyer, 1966 c g
- Megaselia excorticata Disney, 2009
- Megaselia exiens Borgmeier, 1971 c g
- Megaselia exquisita Borgmeier, 1962 c g
- Megaselia exsecta Schmitz, 1957 c g
- Megaselia exsertacosta Disney, 1995 c g
- Megaselia extans (Collin, 1912) c g
- Megaselia extensicosta Borgmeier, 1967 c g
- Megaselia extensifrons Brues, 1936 c g
- Megaselia exuberans Borgmeier, 1967 c g

### F
- Megaselia falciphalli Disney, 2003 c g
- Megaselia falklandensis Disney, 1989 c g
- Megaselia fallobreviseta Disney, 2011
- Megaselia falloconsueta Disney, 2006 c g
- Megaselia falsoluta Disney, 2006 c g
- Megaselia fasciiventris (Enderlein, 1912) c g
- Megaselia fasciventris (Becker, 1914) c g
- Megaselia fastigiicola Beyer, 1959 c g
- Megaselia fausta Borgmeier, 1969 c g
- Megaselia femoralis (Enderlein, 1912) i c g
- Megaselia fenestralis (Schmitz, 1919)
- Megaselia fenestrata (Malloch, 1912) i c g
- Megaselia fennicola (Beyer, 1958)
- Megaselia ferimpariseta Disney, 2003 c g
- Megaselia feronia Schmitz, 1934 c g
- Megaselia ferruginosa (Brues, 1912) c g
- Megaselia feshiensis Disney, 1987 c g
- Megaselia ficaria Disney, 1991 c g
- Megaselia filamentosa Schmitz, 1958 c g
- Megaselia filiciarboris Disney, 2003 c g
- Megaselia fimbriata Borgmeier, 1962 c g
- Megaselia finitima Beyer, 1965 c g
- Megaselia fisheri (Malloch, 1912) i c g[5]
- Megaselia flammula Schmitz, 1928 c g
- Megaselia flava (Fallen, 1823) i c g
- Megaselia flavescens (Wood, 1909) c g
- Megaselia flavibasis Beyer, 1958 c g
- Megaselia flavicans Schmitz, 1935 c g
- Megaselia flavicoxa (Zetterstedt, 1848) c g
- Megaselia flavidula Beyer, 1958 c g
- Megaselia flavifacies (Brunetti, 1912) c g
- Megaselia flavifacioides (Senior-White, 1922) c g
- Megaselia flavifrons Beyer, 1958 c g
- Megaselia flavipes Borgmeier, 1962 c g
- Megaselia flaviscutellata Beyer, 1960 c g
- Megaselia flavistola Borgmeier, 1967 c g
- Megaselia flaviventris (Santos Abreu, 1921) c g
- Megaselia flavohalterata (Enderlein, 1912) c g
- Megaselia flavopleura (Malloch, 1914) c g
- Megaselia flexivena Borgmeier, 1971 c g
- Megaselia floccicauda Disney, 2006 c g
- Megaselia floricola Borgmeier, 1967 c g
- Megaselia foederalis Borgmeier, 1962 c g
- Megaselia fomitopsis Naumov, 1992 c g
- Megaselia formosana (Brues, 1924) c g
- Megaselia forntinervis Schmitz, 1926 g
- Megaselia forticosta Beyer, 1958 c g
- Megaselia fortinervis Schmitz, 1926 c g
- Megaselia fortipes Borgmeier, 1967 c g
- Megaselia fortirostris Borgmeier, 1969 c g
- Megaselia fortiuscula (Brues, 1915) c g
- Megaselia frameata Schmitz, 1927 c g
- Megaselia francoae  g
- Megaselia franconiensis (Malloch, 1912) i c g
- Megaselia fratercula (Santos Abreu, 1921) c g
- Megaselia fraudulatrix Beyer, 1958 c g
- Megaselia frontalis (Wood, 1909) c g
- Megaselia frontata (Collin, 1912) c g
- Megaselia frontella Beyer, 1966 c g
- Megaselia fujiokai  g
- Megaselia fulminifacies Beyer, 1965 c g
- Megaselia fulvicauda Brues, 1936 c g
- Megaselia fulviobscura (Santos Abreu, 1921) c g
- Megaselia fulvipalpis (Santos Abreu, 1921) c g
- Megaselia fumata (Malloch, 1909) c g
- Megaselia fumipennis (Brues, 1907) c g
- Megaselia funeralis Schmitz, 1928 c g
- Megaselia funesta Schmitz, 1935
- Megaselia fungicola (Coquillett, 1895) i c g
- Megaselia fungivora (Wood, 1909) i c g
- Megaselia furcatilis Beyer, 1964 i c g
- Megaselia furcatipennis Schmitz, 1934 c g
- Megaselia furcella (Enderlein, 1912) c g
- Megaselia furcellans Beyer, 1966 c g
- Megaselia furcilla Schmitz, 1957 g
- Megaselia furcipriva Borgmeier, 1963 c g
- Megaselia furculae Disney, 2006 c g
- Megaselia furtiva (Aldrich, 1896) c g
- Megaselia furukawae Disney, 1989 c g
- Megaselia furva Schmitz, 1929 c g
- Megaselia furvicolor Beyer, 1959 c g
- Megaselia fusca (Wood, 1909) c g
- Megaselia fuscamplicosta Disney, 2006 c g
- Megaselia fusciclava Schmitz, 1935 c g
- Megaselia fuscilobulorum Disney in Disney, Kurina, Tedersoo & Cakpo, 2013[4]
- Megaselia fuscinervis (Wood, 1908) c g
- Megaselia fuscinula (Schmitz, 1926) c g
- Megaselia fuscipalpis (Lundbeck, 1920) c g
- Megaselia fuscipleura Borgmeier, 1962 c g
- Megaselia fuscivertex (Enderlein, 1912) c g
- Megaselia fuscoides Schmitz, 1934 c g
- Megaselia fuscomaculata Borgmeier, 1958 c g
- Megaselia fuscopleuralis Schmitz, 1929 c g
- Megaselia fuscovariana Schmitz, 1933 c g
- Megaselia fuscula Borgmeier, 1962 c g
- Megaselia fusipalpis Borgmeier, 1966 i c g

### G
- Megaselia gallagheri Disney, 2006 c g
- Megaselia galogensis Brues, 1936 c g
- Megaselia gargarans Schmitz, 1948 c g
- Megaselia gartensis Disney, 1985 i c g
- Megaselia gemella Borgmeier, 1962 c g
- Megaselia gemellima Beyer, 1965 c g
- Megaselia genuina (Strobl, 1894) c g
- Megaselia georgiae Borgmeier, 1964 i c g
- Megaselia gerdakahlerae Disney & Bøggild, 2019[2]
- Megaselia gerlachi Disney, 2005 c g
- Megaselia gigantea Brenner, 2004 c g
- Megaselia gilvivitta Beyer, 1965 c g
- Megaselia giraudii (Egger, 1862) i
- Megaselia glabrifrons (Wood, 1909) i c g
- Megaselia glabrimargo Buck & Disney, 2001 c g
- Megaselia glandularis Borgmeier, 1958 c g
- Megaselia globicornis Schmitz, 1948 c g
- Megaselia globipyga Borgmeier, 1966 i c g b
- Megaselia globulosa Beyer, 1965 c g
- Megaselia gloriosa Borgmeier, 1958 c g
- Megaselia goidanichi Schmitz, 1927 c g
- Megaselia gombakensis Disney, 1993 c g
- Megaselia goniata Borgmeier, 1964 i c g
- Megaselia gotoi Disney, 1989 c g
- Megaselia gouteuxi Disney, 2004 c g
- Megaselia gracilipalpis Borgmeier, 1969 c g
- Megaselia gracilipes Borgmeier, 1964 i c g
- Megaselia gradualis Borgmeier, 1971 c g
- Megaselia grandantennata Beyer, 1966 c g
- Megaselia grandicosta Borgmeier, 1958 c g
- Megaselia grandifurca Borgmeier, 1958 c g
- Megaselia grandipennis Borgmeier, 1967 c g
- Megaselia grandlabella Disney, 2003 c g
- Megaselia gratiosa Schmitz, 1939 c g
- Megaselia gravis Borgmeier, 1964 i c g
- Megaselia gregaria (Wood, 1910) c g
- Megaselia gressitti Beyer, 1967 c g
- Megaselia grisaria Schmitz, 1933 c g
- Megaselia griseifrons (Lundbeck, 1920) c g
- Megaselia griseipennis (Santos Abreu, 1921) c g
- Megaselia groenlandica (Lundbeck, 1901) i c g
- Megaselia guentermuelleri Mostovski, 2015[6]

### H
- Megaselia halterata (Wood, 1910) i c g
- Megaselia hamaticauda Borgmeier, 1969 c g
- Megaselia hanseni Disney, 2006 c g
- Megaselia hapalogaster Borgmeier, 1971 c g
- Megaselia haraldlundi Disney, 1995 c g
- Megaselia haranti Delage & Lauraire, 1970 g
- Megaselia hardingorum  g
- Megaselia harteni Disney, 1991 c g
- Megaselia hartfordensis Disney, 1983 c g
- Megaselia hauclaudia Disney, 2003 c g
- Megaselia hayleyensis Disney, 1987 c g
- Megaselia hebblewhitei Disney, 2003 c g
- Megaselia hebetifrons Beyer, 1959 c g
- Megaselia hectochaeta Schmitz & Beyer, 1965 c g
- Megaselia heini  g
- Megaselia helleorumae Disney & Bøggild, 2019[2]
- Megaselia hemicyclia Beyer, 1965 c g
- Megaselia hendersoni Disney, 1979 c g
- Megaselia henrydisneyi Durska, 1998 c g
- Megaselia hentschkeae  g
- Megaselia hepworthae Disney, 1981 c g
- Megaselia hesperia Borgmeier, 1966 i c g
- Megaselia heterochaeta Beyer, 1966 c g
- Megaselia heterodactyla Beyer, 1964 i c g
- Megaselia hexacantha Borgmeier, 1971 c g
- Megaselia hexachaeta Borgmeier, 1962 c g
- Megaselia hexamegas Borgmeier, 1962 c g
- Megaselia hexanophila Buck & Disney, 2001 c g
- Megaselia hibernans Schmitz, 1934 c g
- Megaselia hibernica Schmitz, 1938 c g
- Megaselia hilaris Schmitz, 1927 c g
- Megaselia hirsuta (Wood, 1910) c g
- Megaselia hirticaudata (Wood, 1910) c g
- Megaselia hirticrus (Schmitz, 1918) c g
- Megaselia hirtitarsalis Beyer, 1966 c g
- Megaselia hirtiventris (Wood, 1909) c g
- Megaselia hispida Borgmeier, 1966 i c g
- Megaselia hoffmanorum  g
- Megaselia hoggorum  g
- Megaselia hoguei  g
- Megaselia holosericei Disney & Brown, 2003 c g
- Megaselia horsfieldi Disney, 1986 c g
- Megaselia hortensis (Wood, 1909) c g
- Megaselia horticola Borgmeier, 1962 c g
- Megaselia huachuca Borgmeier, 1966 i c g
- Megaselia humeralis (Zetterstedt, 1836) i c g
- Megaselia humida Disney, 1991 c g
- Megaselia hyalipennis (Wood, 1912) c g
- Megaselia hybrida Schmitz, 1939 c g
- Megaselia hypochaeta Borgmeier, 1969 c g
- Megaselia hypochondrica Borgmeier, 1966 i c g
- Megaselia hypopygialis (Lundbeck, 1920) c g

### I
- Megaselia iberiensis Disney, 1999 c g
- Megaselia ignicornis Borgmeier, 1962 c g
- Megaselia ignobilis (Schmitz, 1919) c g
- Megaselia ilca Borgmeier, 1964 i c g
- Megaselia imbricata Borgmeier, 1961 c g
- Megaselia imitatrix Borgmeier, 1969 c g
- Megaselia immaculipes (Enderlein, 1912) c g
- Megaselia immodensior Buck & Disney, 2001 c g
- Megaselia immodesta Beyer, 1965 c g
- Megaselia impariseta Bridarolli, 1937 c g
- Megaselia imperfecta Borgmeier, 1967 c g
- Megaselia impinguata Schmitz, 1935 c g
- Megaselia impressa Borgmeier, 1962 c g
- Megaselia inaequalis (Brunetti, 1912) c g
- Megaselia incarum (Brues, 1915) c g
- Megaselia incisa (Malloch, 1912) c g
- Megaselia inclinata Borgmeier, 1971 c g
- Megaselia incompleta Brues, 1936 c g
- Megaselia incompressa Beyer, 1965 c g
- Megaselia incongruens Schmitz, 1940 c g
- Megaselia inconspicua Borgmeier, 1967 c g
- Megaselia incontaminata (Schmitz, 1926) c g
- Megaselia incostans (Santos Abreu, 1921) c g
- Megaselia incrassata (Schmitz, 1920) i c g
- Megaselia incrassaticosta Bridarolli, 1951 c g
- Megaselia indifferens (Lundbeck, 1920) c g
- Megaselia indigesta (Schmitz, 1920) c g
- Megaselia indistincta De Meijere, 1929 g
- Megaselia inflaticornis Brues, 1936 c g
- Megaselia inflatipes Brues, 1936 c g
- Megaselia infracta Beyer, 1965 c g
- Megaselia infraposita (Wood, 1909) c g
- Megaselia infumata (Malloch, 1912) i c g
- Megaselia innocens (Collin, 1912) c g
- Megaselia innotata Beyer, 1958 c g
- Megaselia inornata (Malloch, 1912) i c g
- Megaselia inquinata Schmitz, 1953 c g
- Megaselia insecta Schmitz, 1953
- Megaselia insignicauda Disney, 2008 c g
- Megaselia insolens Beyer, 1965 c g
- Megaselia insons (Lundbeck, 1920) c g
- Megaselia integra Borgmeier, 1964 i c g
- Megaselia intercedens Beyer, 1965 c g
- Megaselia intercostata (Lundbeck, 1921) c g
- Megaselia intergeriva Schmitz, 1948 c g
- Megaselia intermedia Santos Abreu, 1921 g
- Megaselia intersecta Schmitz, 1935 c g
- Megaselia intonsa Schmitz, 1948 c g
- Megaselia introlapsa Schmitz, 1937 c g
- Megaselia invenusta (Collin, 1912) c g
- Megaselia invernessae Disney, 1988 c g
- Megaselia involuta (Wood, 1910) c g
- Megaselia irene Borgmeier, 1962 c g
- Megaselia iroquoiana (Malloch, 1912) i c g
- Megaselia irregularis Beyer, 1958 c g
- Megaselia irwini Disney, 1979 c g
- Megaselia isaacmajorum  g
- Megaselia isis Borgmeier, 1962 c g
- Megaselia ismayi Disney, 1978 c g
- Megaselia ivanis García-Romera, 2014 g[3]

### J-K
- Megaselia jameslamonti Disney, 1995 c g
- Megaselia jani Disney, 2012
- Megaselia jheringi (Borgmeier, 1923) c g
- Megaselia joannae Disney, 1998 c g
- Megaselia jochiana Schmitz, 1957 c g
- Megaselia johnsoni (Brues, 1916) i c g
- Megaselia jonasseni Disney & Bøggild, 2019[2]
- Megaselia jorgensis Disney, 1991 c g
- Megaselia juli (Brues, 1908) i c g
- Megaselia juxtaplantata Borgmeier, 1962 c g
- Megaselia juxtaposita Borgmeier, 1962 c g
- Megaselia kanekoi Disney, 1989 c g
- Megaselia kanoi Disney, 1989 c g
- Megaselia keiseri Beyer, 1965 c g
- Megaselia kelleri  g
- Megaselia killarneyensis Disney, 1988 c g
- Megaselia kodongi Disney, 1986 c g
- Megaselia kofferi Schmitz i g
- Megaselia kolana Schmitz, 1928 c g
- Megaselia konnovi Michailovskaya, 2003 c g
- Megaselia kovaci Disney, 1991 c g
- Megaselia kozlovi Disney, 2013 g
- Megaselia krizelji Delage & Lauraire, 1970 g
- Megaselia kuenburgi Schmitz, 1938 c g
- Megaselia kurahashii Disney, 1985 c g
- Megaselia kurinai Disney in Disney, Kurina, Tedersoo & Cakpo, 2013[4]

### L
- Megaselia labellaspinata Buck & Disney, 2001 c g
- Megaselia labellata Borgmeier, 1962 c g
- Megaselia labellifera Borgmeier, 1969 c g
- Megaselia labialis Brues, 1936 c g
- Megaselia labiata Borgmeier, 1967 c g[7]
- Megaselia labiella Beyer, 1965 c g
- Megaselia labrosa Borgmeier, 1963 c g
- Megaselia lactipennis (Lundbeck, 1920) c g
- Megaselia lacunitarsalis  g
- Megaselia lacustris Borgmeier, 1966 i c g
- Megaselia laeta (Lundbeck, 1920) c g
- Megaselia laeviceps Schmitz, 1948 c g
- Megaselia laevigata Borgmeier, 1971 c g
- Megaselia laevigoides Borgmeier, 1971 c g
- Megaselia laevubrevis Disney, 2003 c g
- Megaselia laffooni Robinson, 1978 i c g
- Megaselia lalunensis Brues, 1936 c g
- Megaselia lamellicauda Borgmeier, 1966 i c g
- Megaselia lanata Robinson, 1981 i c g
- Megaselia lanceata Borgmeier, 1962 i c g
- Megaselia lanceolata (Brues, 1924) c g
- Megaselia languescens (Schmitz, 1924) c g
- Megaselia lapponica Schmitz, 1928 c g
- Megaselia largifrontalis Schmitz, 1939 c g
- Megaselia larvivora Disney in Stoepler & Disney, 2013[8]
- Megaselia lata (Wood, 1910) c g
- Megaselia latangula Borgmeier, 1962 c g
- Megaselia lateicauda (Borgmeier, 1925) i g
- Megaselia lateralis Schmitz, 1926 c g
- Megaselia latericia Schmitz, 1935 c g
- Megaselia latibasis Borgmeier, 1964 i c g
- Megaselia laticosta Schmitz, 1938 c g
- Megaselia laticrus Schmitz, 1927 c g
- Megaselia latifasciata (Brunetti, 1912) c g
- Megaselia latifemorata (Becker, 1901) c g
- Megaselia latifrons (Wood, 1910) c g
- Megaselia latifurca Borgmeier, 1967 c g
- Megaselia latimanus (Malloch, 1914) c
- Megaselia latinervis (Collin, 1912) c g
- Megaselia latior Schmitz, 1936 c g
- Megaselia latipalpis (Schmitz, 1921) c g
- Megaselia latipennis Borgmeier, 1966 i c g
- Megaselia latipes Borgmeier, 1933 c g
- Megaselia latirostris Borgmeier, 1962 c g
- Megaselia latitarsus Beyer, 1958 c g
- Megaselia lavoursensis Disney, 2011 g
- Megaselia laxa Borgmeier, 1967 c g
- Megaselia legrandi Disney & Bøggild, 2019[2]
- Megaselia leleupi Beyer, 1960 c g
- Megaselia lenis Borgmeier, 1962 c g
- Megaselia leptacina Borgmeier, 1969 c g
- Megaselia leptofemur Disney, 2007 c g
- Megaselia leucopleuralis Disney, 2006 c g
- Megaselia leucozona Schmitz, 1930 c g
- Megaselia levifrons Borgmeier, 1962 c g
- Megaselia lilliput Beyer, 1959 c g
- Megaselia limburgensis (Schmitz, 1918) b
- Megaselia limpachensis Rondani, 1856 g
- Megaselia lindbergi Beyer, 1959 c g
- Megaselia lindneri Beyer, 1959 c g
- Megaselia lineata Borgmeier, 1971 c g
- Megaselia lineatipes Borgmeier, 1967 c g
- Megaselia linoensis Brues, 1936 c g
- Megaselia littoralis (Malloch, 1914) c g
- Megaselia llanquihuea Schmitz, 1929 c g
- Megaselia lobatafurcae Disney, 2009
- Megaselia lombardorum  g
- Megaselia loneviolaae Disney & Bøggild, 2019[2]
- Megaselia longianalis García-Romera, 2014 g[3]
- Megaselia longibarba Beyer, 1964 i c g
- Megaselia longicauda Bridarolli, 1951 c g
- Megaselia longiciliata (Strobl, 1899) c g
- Megaselia longicostalis (Wood, 1912) c g
- Megaselia longifurca Lundbeck, 1921
- Megaselia longinqua Bridarolli, 1937 c g
- Megaselia longipalpis (Wood, 1910) c g
- Megaselia longipennis (Malloch, 1912) i c g
- Megaselia longiseta (Wood, 1909) c g
- Megaselia longispina (Silva Figueroa, 1916) c g
- Megaselia longistyla Brenner, 2004 c g
- Megaselia longula Borgmeier, 1962 c g
- Megaselia lucida Bridarolli, 1937 c g
- Megaselia lucifrons (Schmitz, 1918) c g
- Megaselia lucipleura Borgmeier, 1962 c g
- Megaselia luctuosa (Santos Abreu, 1921) c g
- Megaselia luederwaldti (Enderlein, 1912) c g
- Megaselia lugens Borgmeier, 1962 c g
- Megaselia luisieri Schmitz, 1939 c g
- Megaselia luminifrons (Schmitz, 1926) c g
- Megaselia luminosa Schmitz, 1952 c g
- Megaselia lunaris Borgmeier, 1961 c g
- Megaselia lutea (Meigen, 1830) i c g
- Megaselia luteicauda (Borgmeier, 1925) c g
- Megaselia luteiclava Borgmeier, 1967 c g
- Megaselia luteicoxa Borgmeier, 1962 c g
- Megaselia luteifasciata (Borgmeier, 1925) c g
- Megaselia luteipes (Schmitz, 1918) c g
- Megaselia luteiventris Borgmeier, 1971 c g
- Megaselia lutella Schmitz, 1929 c g
- Megaselia luteoides Schmitz, 1926 c g
- Megaselia lutescens (Wood, 1910) c g

### M
- Megaselia macrochaeta (Malloch, 1912) c g
- Megaselia maculafemoralis Disney, 2008 c g
- Megaselia maculiapex Borgmeier, 1935 c g
- Megaselia maculifera Beyer, 1965 c g
- Megaselia maculipennis Brues, 1936 c g
- Megaselia maculithorax Borgmeier, 1971 c g
- Megaselia madeiraensis Disney, 2007 c g
- Megaselia magignobilis Disney, 2010
- Megaselia magna Beyer, 1959 c g
- Megaselia magnifica (Lundbeck, 1920) c g
- Megaselia mainitensis Brues, 1936 c g
- Megaselia major (Wood, 1912) c g
- Megaselia malaisei Beyer, 1958 c g
- Megaselia malayae Borgmeier, 1967 c g
- Megaselia malhamensis Disney, 1986 c g
- Megaselia mallochi (Wood, 1909) c g
- Megaselia malvinasensis Disney, 1989 c g
- Megaselia mammillata Borgmeier, 1959 c g
- Megaselia manca (Brues, 1907) c g
- Megaselia manicata (Wood, 1910) c g
- Megaselia manselli Disney, 1997 c g
- Megaselia mantuana Gori, 2005 c g
- Megaselia manualis (Malloch, 1912) c g
- Megaselia maranguensis Beyer, 1960 c g
- Megaselia marekdurskii Disney, 1998 c g
- Megaselia marekudurskii Disney, 1998 c g
- Megaselia marginalis (Malloch, 1912) i c g
- Megaselia marina Schmitz, 1937 c g
- Megaselia marklanei Disney, 2001 g
- Megaselia marquezi  g
- Megaselia martensi Disney, 1999 c g
- Megaselia masatierrana (Enderlein, 1938) c g
- Megaselia maura (Wood, 1910) c g
- Megaselia mcleani Disney, 1987 c g
- Megaselia meconicera (Speiser, 1925) i c g
- Megaselia media (Collin, 1912) c g
- Megaselia mediata Brues, 1936 c g
- Megaselia mediocris Borgmeier, 1967 c g
- Megaselia mediocristata Beyer, 1965 c g
- Megaselia mediterranea Schmitz, 1935 c g
- Megaselia megachaeta Borgmeier, 1971 c g
- Megaselia megaglossa Disney, 1982 c g
- Megaselia megasetigera Disney, 2003 c g
- Megaselia meigeni (Becker, 1901) c g
- Megaselia meijerei (Brues, 1915) c g
- Megaselia melanderi Borgmeier, 1964 i c g
- Megaselia melanocephala (Roser, 1840) c g
- Megaselia melanocholica Beyer, 1960 c g
- Megaselia melanostola Schmitz, 1942 c g
- Megaselia mellea Borgmeier, 1962 c g
- Megaselia mendax Borgmeier, 1962 c g
- Megaselia mera (Collin, 1912) c g
- Megaselia meracula (Brues, 1911) c g
- Megaselia meridiana Brenner, 2006 c g
- Megaselia meridionalis (Brues, 1907) c
- Megaselia meruensis Beyer, 1960 c g
- Megaselia mesochaeta Borgmeier, 1962 c g
- Megaselia metatarsalis Borgmeier, 1969 c g
- Megaselia metropolitanoensis Disney, 2001 c g
- Megaselia micantifrons Beyer, 1965 c g
- Megaselia michaelis (Schmitz, 1915) c g
- Megaselia michali Disney, 1998 c g
- Megaselia microcera Borgmeier, 1962 c g
- Megaselia microcurtineura Disney, 1991 c g
- Megaselia micronesiae Beyer, 1967 c g
- Megaselia miguelensis Disney, 2007 c g
- Megaselia mikejohnsoni  g
- Megaselia miki Schmitz, 1929 c g
- Megaselia mimica Borgmeier, 1962 c g
- Megaselia mimodensior Buck & Disney, 2001 c g
- Megaselia miniseta Disney, 1991 c g
- Megaselia minor (Zetterstedt, 1848) c g
- Megaselia minuta (Aldrich, 1892) i c g
- Megaselia minutior Borgmeier, 1966 i c g
- Megaselia minutussima (Brues, 1905) c g
- Megaselia miripyga Borgmeier, 1967 c g
- Megaselia miristigma Borgmeier, 1962 c g
- Megaselia mixta (Schmitz, 1918) c g
- Megaselia mixticolor Beyer, 1958 c g
- Megaselia moderata Borgmeier, 1967 c g
- Megaselia modesta (Brues, 1919) i c g
- Megaselia modica Beyer, 1965 c g
- Megaselia modificata Borgmeier, 1962 c g
- Megaselia moesta Borgmeier, 1962 c g
- Megaselia monochaeta Strobl, 1892 g
- Megaselia monochaetina Borgmeier, 1968 i c g
- Megaselia montana Schmitz, 1935 c g
- Megaselia monticola (Malloch, 1912) i c g
- Megaselia montseniensis García-Romera, 2014 g[3]
- Megaselia morani Disney, 1982 c g
- Megaselia morella Borgmeier, 1967 c g
- Megaselia morena Borgmeier, 1962 c g
- Megaselia morosa Beyer, 1965 c g
- Megaselia mortenseni (Lundbeck, 1920) c g
- Megaselia morula Borgmeier, 1962 c g
- Megaselia mountfieldensis Disney, 2003 c g
- Megaselia mucronifera Borgmeier, 1967 c g
- Megaselia multispinulosa Disney, 2003 c g
- Megaselia multivesiculae Disney, 2006 c g
- Megaselia munita Borgmeier, 1962 c g
- Megaselia murakamii Disney, 1989 c g
- Megaselia mutata Brues, 1936 c g
- Megaselia mutica Borgmeier, 1962 c g
- Megaselia mutilata Borgmeier, 1969 c g

### N
- Megaselia naevia Borgmeier, 1962 c g
- Megaselia nana (Brues, 1911) c g
- Megaselia nanilla Borgmeier, 1962 c g
- Megaselia nantucketensis  b
- Megaselia nasoni (Malloch, 1914)
- Megaselia natalicola Beyer, 1960 c g
- Megaselia nebulosa Bridarolli, 1951 c g
- Megaselia necmera Disney, 2006 c g
- Megaselia necrophaga (Enderlein, 1912) c g
- Megaselia necscabra Disney, 2008 c g
- Megaselia nectama Disney, 1991 c g
- Megaselia nectergata Disney, 1999 c g
- Megaselia nefeloptera Bridarolli, 1951 c g
- Megaselia neivai (Bridarolli, 1940) c g
- Megaselia nemorensis (Santos Abreu, 1921) c g
- Megaselia neocorynurae Gonzalez, Brown & Ospina, 2002 c g
- Megaselia nepenthina Schmitz, 1955 c g
- Megaselia nephelodes Borgmeier, 1962 c g
- Megaselia nepos Borgmeier, 1961 c g
- Megaselia nesiotica Borgmeier, 1967 c g
- Megaselia nestor Borgmeier, 1971 c g
- Megaselia nidanurae Disney, 1995 c g
- Megaselia nigella Beyer, 1960 c g
- Megaselia nigellifrons Borgmeier, 1967 c g
- Megaselia nigelloides Borgmeier, 1962 c g
- Megaselia nigra (Meigen, 1830) i c g
- Megaselia nigrescens (Wood, 1910) c g
- Megaselia nigribasis Beyer, 1966 c g
- Megaselia nigricauda Beyer, 1965 c g
- Megaselia nigricens (Wood, 1910) g
- Megaselia nigriceps (Loew, 1866) i c g
- Megaselia nigricia Disney & Durska, 2011
- Megaselia nigriclava (Strobl, 1909) c g
- Megaselia nigricornis Mikhailovskaya, 1991 c g
- Megaselia nigricorpus Beyer, 1959 c g
- Megaselia nigrifemorata (Santos Abreu, 1921) c g
- Megaselia nigripalpis (Lundbeck, 1920) c g
- Megaselia nigrita Borgmeier, 1962 c g
- Megaselia nigritula (Santos Abreu, 1921) c g
- Megaselia nigriventris Bridarolli, 1951 c g
- Megaselia nigrofascipes Borgmeier, 1962 c g
- Megaselia nitidifrons (Strobl, 1892) c g
- Megaselia nitidipennis Bridarolli, 1951 c g
- Megaselia nocturnalis Brues, 1936 c g
- Megaselia norica Schmitz, 1929 c g
- Megaselia notabilis Beyer, 1965 c g
- Megaselia notipennis Borgmeier, 1962 c g
- Megaselia nubila Colyer, 1952 c g
- Megaselia nubilifurca Borgmeier, 1967 c g
- Megaselia nubilipennis Schmitz, 1952 i c g
- Megaselia nudihalterata Disney, 2006 c g
- Megaselia nudilobulus Disney, 2003 c g
- Megaselia nudipalpis Borgmeier, 1962 c g
- Megaselia nudipleura (Beyer, 1958)
- Megaselia nussbaumi Disney, 2004 c g

### O
- Megaselia oblongifrons Schmitz, 1939 c g
- Megaselia obscura (Brues, 1904) c g
- Megaselia obscurata (Enderlein, 1912) c g
- Megaselia obscurella Borgmeier, 1962 c g
- Megaselia obscuricauda Beyer, 1966 c g
- Megaselia obscuripalpis Borgmeier, 1969 c g
- Megaselia obscuripennis (Wood, 1909) c g
- Megaselia obscuriterga Beyer, 1958 c g
- Megaselia obscuriventris Bridarolli, 1951 c g
- Megaselia ochracea (Brues, 1911) c g
- Megaselia ochreola Borgmeier, 1962 c g
- Megaselia ochripes Schmitz, 1953 c g
- Megaselia ocilferia Schmitz, 1939 c g
- Megaselia ocliferia Schmitz, 1939 g
- Megaselia offuscata (Schmitz, 1921) c g
- Megaselia okazakii Disney, 1989 c g
- Megaselia oligoseta Disney, 1987 c g
- Megaselia onis Mostovski & Disney, 2002 c g
- Megaselia opacicornis Schmitz, 1949 c g
- Megaselia orbata Borgmeier, 1967 c g
- Megaselia orestes Borgmeier, 1966 i c g
- Megaselia orgaoa Disney, 1991 c g
- Megaselia orientata (Malloch, 1912) c g
- Megaselia orthoneura Borgmeier, 1962 c g
- Megaselia ostravaensis Disney, 2008 c g
- Megaselia oviaraneae Disney, 1999 c g
- Megaselia oweni Disney, 1988 c g
- Megaselia oxboroughae  g
- Megaselia oxybelorum Schmitz, 1928 c g

### P
- Megaselia pabloi Brown, 1994 c g
- Megaselia pachydactyla Schmitz, 1953 c g
- Megaselia pagei Disney, 1987 c g
- Megaselia pagolacartei Disney, 2012
- Megaselia palaestinensis (Enderlein, 1933) c g
- Megaselia pallicornis (Brunetti, 1912) c g
- Megaselia pallidantennata Beyer, 1960 c g
- Megaselia pallidicauda Brues, 1936 c g
- Megaselia pallidifemur Borgmeier, 1962 c g
- Megaselia pallidipalpis Bridarolli, 1951 c g
- Megaselia pallidipennis Borgmeier, 1969 c g
- Megaselia pallidivena Borgmeier, 1967 c g
- Megaselia pallidizona (Lundbeck, 1920) c g
- Megaselia palmeni (Becker, 1901) c g
- Megaselia palmi Brenner, 2006 c g
- Megaselia palpata (Brues, 1919) i c g
- Megaselia palpella Beyer, 1967 c g
- Megaselia paludosa (Wood, 1908) c g
- Megaselia pamirica Naumov, 1979 c g
- Megaselia pangmaphae Disney, 2006 c g
- Megaselia papayae Borgmeier, 1966 i c g
- Megaselia papei Disney, 2006 c g
- Megaselia parabasiseta Bohart, 1947 c g
- Megaselia parachaeta Borgmeier, 1962 c g
- Megaselia paraensis Borgmeier, 1971 c g
- Megaselia paraprocta Borgmeier, 1964 i c g
- Megaselia parasitica (Malloch, 1915) c g
- Megaselia parastigmatica Borgmeier, 1962 c g
- Megaselia parhirticrus Disney & Bøggild, 2019[2]
- Megaselia paricostalis Schmitz, 1929 c g
- Megaselia parnassia Disney, 1986 c g
- Megaselia parspallida Disney, 2009
- Megaselia parumhirta Beyer, 1965 c g
- Megaselia paruminflata Beyer, 1958 c g
- Megaselia parumlevata Schmitz, 1936 c g
- Megaselia parva (Wood, 1909) c g
- Megaselia parviseta Borgmeier, 1969 c g
- Megaselia parvorata Disney, 1991 c g
- Megaselia parvula Schmitz, 1930 c g
- Megaselia patellata Beyer, 1966 c g
- Megaselia patellipes Brues, 1936 c g
- Megaselia patellipyga Borgmeier, 1967 c g
- Megaselia patula Schmitz, 1936 c g
- Megaselia pauculitincta Beyer, 1959 c g
- Megaselia paula Borgmeier, 1969 c g
- Megaselia paupera (Lundbeck, 1920) c g
- Megaselia paupercula Borgmeier, 1962 c g
- Megaselia pauxilla (Brues, 1907) c g
- Megaselia peckorum Disney, 2008 c g
- Megaselia pecten Brenner, 2006 c g
- Megaselia pectinifera Schmitz, 1926 c g
- Megaselia pectoraliformis Colyer, 1962 c g
- Megaselia pectoralis (Wood, 1910) c g
- Megaselia pectorella Schmitz, 1929 c g
- Megaselia pectunculata Schmitz, 1927 c g
- Megaselia pedalis Beyer, 1960 c g
- Megaselia pedatella (Schmitz, 1926) c g
- Megaselia pederseni Disney & Bøggild, 2019[2]
- Megaselia pedicellata (Brues, 1924) c g
- Megaselia penicillata (Borgmeier, 1925) c
- Megaselia peniculifera Beyer, 1965 c g
- Megaselia pentagonalifrons Beyer, 1965 c g
- Megaselia pentagonalis Bridarolli, 1951 c g
- Megaselia peraffinis Beyer, 1958 c g
- Megaselia percaeca Beyer, 1965 c g
- Megaselia perdistans (Schmitz, 1924) c g
- Megaselia perdita (Malloch, 1912) i c g
- Megaselia perfraea Schmitz, 1934 c g
- Megaselia perfusca Schmitz, 1935 c g
- Megaselia perichaeta Borgmeier, 1964 i c g
- Megaselia pernigra (Santos Abreu, 1921) c g
- Megaselia perplexa (Malloch, 1912) i c g
- Megaselia perspicua Borgmeier, 1969 c g
- Megaselia perspinosa Brues, 1936 c g
- Megaselia pertincta Beyer, 1958 c g
- Megaselia perumbrata Brues, 1936 c g
- Megaselia peruviana (Brues, 1905) c g
- Megaselia peterseni Disney, 1994 c g
- Megaselia petraea Schmitz, 1934 g
- Megaselia peyresquensis Delage, 1974 c g
- Megaselia phoebe Borgmeier, 1962 c g
- Megaselia phoenicura (Schmitz, 1926) c g
- Megaselia piccola Borgmeier, 1966 i c g
- Megaselia piceata Borgmeier, 1962 c g
- Megaselia picta (Lehmann, 1822) i c g
- Megaselia pictella Beyer, 1965 c g
- Megaselia picticolor Beyer, 1958 c g
- Megaselia picticornis Borgmeier, 1962 c g
- Megaselia pictoides Beyer, 1965 c g
- Megaselia pictorufa (Colyer, 1957)
- Megaselia piliclasper Borgmeier, 1971 c g
- Megaselia pilicrus Borgmeier, 1964 i c g
- Megaselia pilifemur (Lundbeck, 1921) c g
- Megaselia pilifera Brues, 1936 c g
- Megaselia pilifrons (Silva Figueroa, 1916) c g
- Megaselia pilipyga Borgmeier, 1964 i c g
- Megaselia piliventris Schmitz, 1937 c g
- Megaselia pilosella Beyer, 1965 c g
- Megaselia pirirostris Borgmeier, 1962 c g
- Megaselia pisanoi  g
- Megaselia plagiata Borgmeier, 1962 c g
- Megaselia planifrons (Brues, 1905) c g
- Megaselia planipes (Collin, 1912) c g
- Megaselia plaumanni Borgmeier, 1971 c g
- Megaselia plebeia (Malloch, 1914) i c g
- Megaselia pleuralis (Wood, 1909) i c g
- Megaselia pleurochaeta Borgmeier, 1969 c g
- Megaselia pleurofascia Borgmeier, 1962 c g
- Megaselia pleurota Disney, 1994 c g
- Megaselia plurispinulosa (Zetterstedt, 1860) c g
- Megaselia plutei Borgmeier, 1971 c g
- Megaselia polidorii Disney, 2006 c g
- Megaselia polita (Enderlein, 1912) c g
- Megaselia politiceps Borgmeier, 1967 c g
- Megaselia politifrons Brues, 1936 c g
- Megaselia pollex Schmitz, 1937 c g
- Megaselia polonica Disney & Durska, 1999 c g
- Megaselia polychaeta Borgmeier, 1967 c g
- Megaselia polyporicola Borgmeier, 1966 i c g
- Megaselia postcrinata Borgmeier, 1966 i c g
- Megaselia posticata (Strobl, 1898) c g
- Megaselia postorta Borgmeier, 1967 c g
- Megaselia prachavali Disney, 2006 c g
- Megaselia praeacuta (Schmitz, 1919) c g
- Megaselia praedafura Disney, 1997 c g
- Megaselia praefulgens Beyer, 1965 c g
- Megaselia praeminens Beyer, 1965 c g
- Megaselia pressicauda Borgmeier, 1964 i c g
- Megaselia pressifrons Schmitz, 1929 c g
- Megaselia pristina Borgmeier, 1962 c g
- Megaselia privata Borgmeier, 1967 c g
- Megaselia procera Borgmeier, 1966 i c g
- Megaselia proclinata Borgmeier, 1964 i c g
- Megaselia prodroma (Lundbeck, 1921) c g
- Megaselia producta (Schmitz, 1921) c g
- Megaselia prolixa Borgmeier, 1958 c g
- Megaselia prolixifurca Kung & Brown, 2004 c g
- Megaselia prolongata Schmitz, 1954 c g
- Megaselia propinqua (Wood, 1909) c g
- Megaselia propior Colyer, 1956 c g
- Megaselia prosthioxantha (Enderlein, 1912) c g
- Megaselia protarsalis Schmitz, 1927 c g
- Megaselia protarsella Beyer, 1965 c g
- Megaselia pruinosa (Malloch, 1914) c g
- Megaselia pruinosifrons Borgmeier, 1962 c g
- Megaselia pseudociliata (Strobl, 1910) c g
- Megaselia pseudogiraudii (Schmitz, 1920) c g
- Megaselia pseudomera Disney, 2006 c g
- Megaselia pseudopicta (Lundbeck, 1922) c g
- Megaselia pseudoscalaris (Senior-White, 1924) c g
- Megaselia pteryacantha (Borgmeier, 1925) c g
- Megaselia pubecula Schmitz, 1927 c g
- Megaselia pulcherrima (Santos Abreu, 1921) c g
- Megaselia pulicaria (Fallen, 1823) i c g
- Megaselia pulicaripar Beyer, 1959 c g
- Megaselia pulla (Brues, 1919) i c g
- Megaselia pulliclava Borgmeier, 1969 c g
- Megaselia pullifrons Beyer, 1958 c g
- Megaselia pullipalpis Colyer, 1962 c g
- Megaselia pulveroboleti Disney, 1998 c g
- Megaselia pumila (Meigen, 1830) c g
- Megaselia punctata Bridarolli, 1951 c g
- Megaselia punctifrons Borgmeier, 1969 c g
- Megaselia punctipes Borgmeier, 1962 c g
- Megaselia purificata Borgmeier, 1967 c g
- Megaselia pusilla (Meigen, 1830) i c g
- Megaselia putescavi Disney, 2011 g
- Megaselia pygidialis Beyer, 1965 c g
- Megaselia pygmaea (Zetterstedt, 1848) c g
- Megaselia pygmaeoides (Lundbeck, 1921) i c g[9]
- Megaselia pygmaeola Borgmeier, 1966 i c g

### Q
- Megaselia quadrata Brues, 1936 c g
- Megaselia quadribrevis Disney, 2003 c g
- Megaselia quadripunctata (Malloch, 1918) i c g
- Megaselia quadriseta Schmitz, 1918 c g
- Megaselia quadrispinosa Brues, 1936 c g
- Megaselia quadrupliciseta Bridarolli, 1951 c g
- Megaselia quartobrevis Beyer, 1965 c g
- Megaselia quartobsoleta Borgmeier, 1969 c g
- Megaselia quartocurta Borgmeier, 1969 c g
- Megaselia quartolutea Borgmeier, 1963 c g
- Megaselia quartopallida Beyer, 1965 c g
- Megaselia quattuorbrevis Disney, 2008 c g
- Megaselia quintincisa Disney, 2006 c g

### R
- Megaselia raetica Schmitz, 1934 c g
- Megaselia ramierzi Bridarolli, 1951 c g
- Megaselia rara Colyer, 1962 c g
- Megaselia raruvesiculae Buck & Disney, 2001 c g
- Megaselia recta (Brues, 1911) c g
- Megaselia rectangulata (Malloch, 1914) c
- Megaselia reducta Borgmeier, 1966 i c g
- Megaselia relicta Borgmeier, 1964 i c g
- Megaselia renata Borgmeier, 1964 i c g
- Megaselia renwickorum  g
- Megaselia repetenda Brues, 1936 c g
- Megaselia retardata (Malloch, 1912) i c g
- Megaselia rettenmeyeri Disney, 2007 c g
- Megaselia reversa Brues, 1936 c g
- Megaselia reynoldsi Disney, 1981 c g
- Megaselia rhabdopalpis Borgmeier, 1962 c g
- Megaselia richardsoni Disney, 2003 c g
- Megaselia riefi Brenner, 2006 c g
- Megaselia rimacensis Brues, 1944 c g
- Megaselia rivalis (Wood, 1909) c g
- Megaselia robertsoni Disney, 2008 c g
- Megaselia robinsoni Disney, 1981 c g
- Megaselia robusta Schmitz, 1928 i c g
- Megaselia rodriguezorum  g
- Megaselia romeralensis Disney, 2009
- Megaselia romphaea (Schmitz, 1947)
- Megaselia rotunda Robinson, 1981 i c g
- Megaselia rotundapicis Disney, 1999 c g
- Megaselia rotundicauda Beyer, 1965 c g
- Megaselia rotundula Borgmeier, 1966 i c g
- Megaselia rubella (Schmitz, 1920) c g
- Megaselia rubescens (Wood, 1912) c g
- Megaselia rubicornis (Schmitz, 1919) c g
- Megaselia rubida (Schmitz, 1918) c g
- Megaselia rubricornis (Schmitz, 1919) g
- Megaselia rubronigra Borgmeier, 1962 c g
- Megaselia rudimentalis Borgmeier, 1962 c g
- Megaselia rudis (Wood, 1909) c g
- Megaselia rufa (Wood, 1908) c g
- Megaselia ruficornis (Meigen, 1830) i c g
- Megaselia rufifrons (Wood, 1910) c g
- Megaselia rufipennis (Macquart, 1835) c g
- Megaselia rufipes (Meigen, 1804) i c g b  (coffin fly)
- Megaselia rupestris Schmitz, 1934 c g
- Megaselia ruralis Schmitz, 1937 c g
- Megaselia russellensis Disney, 2003 c g
- Megaselia rustica (Brues, 1905) c g
- Megaselia rutilipes Beyer, 1958 c g

### S
- Megaselia sacatelensis  g
- Megaselia sacculata Borgmeier, 1958 c g
- Megaselia sacculifera Beyer, 1965 c g
- Megaselia safuneae Malloch, 1935 c g
- Megaselia sakaiae Disney, 2001 c g
- Megaselia samoana Borgmeier, 1967 c g
- Megaselia sandhui Disney, 1981 c g
- Megaselia sanguinea (Schmitz, 1922) c g
- Megaselia saprophaga Borgmeier, 1934 c g
- Megaselia sarae García-Romera, 2014 g[3]
- Megaselia sauteri (Brues, 1911) c g
- Megaselia savannae Disney, 1991 c g
- Megaselia scabra Schmitz, 1926 c g
- Megaselia scalaris (Loew, 1866) i c g b[10]
- Megaselia schildi Borgmeier, 1971 c g
- Megaselia schutti Schmitz, 1936 c g
- Megaselia schwarzi (Malloch, 1912) i c g
- Megaselia sciaricida Schmitz, 1932 c g
- Megaselia scissa Borgmeier, 1962 c g
- Megaselia scopalis (Brues, 1919) i c g
- Megaselia scopifera Brues, 1936 c g
- Megaselia scutellariformis Schmitz, 1926 c g
- Megaselia scutellaris (Wood, 1909) c g
- Megaselia scutelliseta Borgmeier, 1935 c g
- Megaselia seaverorum  g
- Megaselia seclusa Beyer, 1966 i c g
- Megaselia secreta Beyer, 1958 c g
- Megaselia sejuncta Beyer, 1967 c g
- Megaselia sembeli Disney, 1986 c g
- Megaselia semicrocea Borgmeier, 1964 i c g
- Megaselia semiferruginea Bridarolli, 1940 c g
- Megaselia semihyalina Beyer, 1960 c g
- Megaselia semilucens Borgmeier, 1967 c g
- Megaselia semilutea Borgmeier, 1962 c g
- Megaselia semimollis Borgmeier, 1971 c g
- Megaselia semipolita Borgmeier, 1961 c g
- Megaselia semota Beyer, 1959 c g
- Megaselia senegalensis Disney, 1980 c g
- Megaselia septentrionalis (Schmitz, 1919) c g
- Megaselia sepulchralis (Lundbeck, 1920) c g
- Megaselia sericata Schmitz, 1935 c g
- Megaselia serotina Borgmeier, 1962 c g
- Megaselia serpentina Borgmeier, 1962 c g
- Megaselia serrata (Wood, 1910) c g
- Megaselia setacea (Aldrich, 1892) i c g
- Megaselia setalis Beyer, 1958 c g
- Megaselia setaria (Malloch) i c g
- Megaselia setella Beyer, 1966 c g
- Megaselia seticauda (Malloch, 1914) i c g
- Megaselia seticerca Borgmeier, 1966 i c g
- Megaselia seticlasper Borgmeier, 1962 c g
- Megaselia seticosta Borgmeier, 1962 c g
- Megaselia setifemur Bohart, 1947 c g
- Megaselia setifer (Lundbeck, 1920) c g
- Megaselia setifimbria Borgmeier, 1971 c g
- Megaselia setifrons Brues, 1936 c g
- Megaselia setigera (Brues, 1919) c g
- Megaselia setimargo (Enderlein, 1912) c g
- Megaselia setipectus Borgmeier, 1971 c g
- Megaselia setipennis Borgmeier, 1967 c g
- Megaselia setiventris Borgmeier, 1962 c g
- Megaselia setulipalpis Schmitz, 1938 c g
- Megaselia sevciki Disney, 2006 c g
- Megaselia sexcrinata Borgmeier, 1962 c g
- Megaselia sextaperta Beyer, 1958 c g
- Megaselia sextobsoleta Borgmeier, 1971 c g
- Megaselia sextohirta Beyer, 1966 c g
- Megaselia sextolutea Borgmeier, 1967 c g
- Megaselia sextovittata Lee & Disney, 2004 c g
- Megaselia seychellesensis Disney, 2006 c g
- Megaselia shannoni Borgmeier, 1966 i c g
- Megaselia shawi Disney, 2006 c g
- Megaselia sheppardi Disney, 1988 c g
- Megaselia shiyiluae Disney, Li & Li, 1995 c g
- Megaselia siamensis Beyer, 1966 c g
- Megaselia sibulanensis Brues, 1936 c g
- Megaselia sibylla Borgmeier, 1967 c g
- Megaselia sicaria (Colyer, 1962) c g
- Megaselia sidneyae  g
- Megaselia signabilis Beyer, 1965 c g
- Megaselia sihlwaldensis Rondani, 1856 g
- Megaselia silhouettensis Disney, 2005 c g
- Megaselia similifrons Schmitz, 1934 c g
- Megaselia similis (Silva Figueroa, 1916) c g
- Megaselia simiola Borgmeier, 1966 i c g
- Megaselia simplex (Wood, 1910) c g
- Megaselia simplicior (Brues, 1924) c g
- Megaselia simulans (Wood, 1912) c g
- Megaselia sinefurca Borgmeier, 1962 c g
- Megaselia sinuata Schmitz, 1926 c g
- Megaselia sinuosimargo Borgmeier, 1962 c g
- Megaselia smirnovi Naumov, 1979 c g
- Megaselia sobria Borgmeier, 1967 c g
- Megaselia socia Borgmeier, 1962 c g
- Megaselia sodalis (Brues, 1905) c g
- Megaselia sokotrana Beyer, 1965 c g
- Megaselia solita Beyer, 1958 c g
- Megaselia solitaria Schmitz, 1934
- Megaselia soluta (Collin, 1912) c g
- Megaselia sordescens Schmitz, 1927 i c g
- Megaselia sordida (Zetterstedt, 1838) i c g
- Megaselia sororpusilla Disney, 2012
- Megaselia southwoodi Disney, 1982 c g
- Megaselia specularis Schmitz, 1935 c g
- Megaselia speculifera Beyer, 1965 c g
- Megaselia speculigera Borgmeier, 1962 c g
- Megaselia speiseri Schmitz, 1929 c g
- Megaselia spelophila Borgmeier, 1966 i c g
- Megaselia spelunciphila Disney, 1999 c g
- Megaselia sphinx Borgmeier, 1962 i c g
- Megaselia spiculata Borgmeier, 1969 c g
- Megaselia spinata (Wood, 1910) c g
- Megaselia spinicincta (Wood, 1910) c g
- Megaselia spiniclasper Borgmeier, 1964 i c g
- Megaselia spinigera (Wood, 1908) c g
- Megaselia spinipectus Borgmeier, 1971 c g
- Megaselia spinipleura (Borgmeier, 1924) c
- Megaselia spinolabella Disney, 1989 c g
- Megaselia spinulata Borgmeier, 1964 i c g
- Megaselia spiracularis Schmitz, 1938 c g
- Megaselia splendens Borgmeier, 1967 c g
- Megaselia splendescens Beyer, 1965 c g
- Megaselia spodiaca (Schmitz, 1926) c g
- Megaselia spoliata Borgmeier, 1967 c g
- Megaselia spreta (Collin, 1912) c g
- Megaselia stackelbergi Mostovski & Disney, 2003 c g
- Megaselia stenoterga Disney, 1988 c g
- Megaselia stephanoidea (Borgmeier, 1925) c g
- Megaselia steptoeae  g
- Megaselia stichata (Lundbeck, 1920) c g
- Megaselia stigmatica (Schmitz, 1920) c g
- Megaselia stimulata Borgmeier, 1962 c g
- Megaselia straminipes (Malloch, 1912) i
- Megaselia striativentris Borgmeier, 1962 c g
- Megaselia stricta Borgmeier, 1962 c g
- Megaselia striolata Schmitz, 1940 c g
- Megaselia styloprocta (Schmitz, 1921) c g
- Megaselia suates Brenner, 2004 c g
- Megaselia subalpina Brenner, 2004 c g
- Megaselia subaristalis Borgmeier, 1969 c g
- Megaselia subatomella (Malloch, 1912) c g
- Megaselia subcarinata Borgmeier, 1962 c g
- Megaselia subcarpalis (Lundbeck, 1920) c g
- Megaselia subcavata Borgmeier, 1964 i c g
- Megaselia subcavifrons Borgmeier, 1971 c g
- Megaselia subconvexa (Lundbeck, 1920) c g
- Megaselia subcrinosa Borgmeier, 1962 c g
- Megaselia subcrocea Borgmeier, 1967 c g
- Megaselia subcuneata Borgmeier, 1962 c g
- Megaselia subflava (Malloch, 1912) c g
- Megaselia subfraudulenta Schmitz, 1933 c g
- Megaselia subfuscipes Schmitz, 1935 c g
- Megaselia subinflata Borgmeier, 1969 c g
- Megaselia sublutea (Malloch, 1912) i c g
- Megaselia submarginalis (Malloch, 1912) i c g
- Megaselia submimica Borgmeier, 1969 c g
- Megaselia subnitida Lundbeck g
- Megaselia subnudifemur Borgmeier, 1964 i c g
- Megaselia subnudipennis (Schmitz, 1919) c g
- Megaselia subnudiseta Beyer, 1958 c g
- Megaselia subobscurata (Malloch, 1912) i c g
- Megaselia subpalpalis (Lundbeck, 1920) c g
- Megaselia subpicta (Malloch, 1912) i c g
- Megaselia subpleuralis (Wood, 1909) i c g
- Megaselia subpyricornis Beyer, 1959 c g
- Megaselia subrecta Borgmeier, 1967 c g
- Megaselia subscaura Schmitz, 1932 c g
- Megaselia subsetella Borgmeier, 1967 c g
- Megaselia substricta Borgmeier, 1969 c g
- Megaselia subtumida (Wood, 1909) c g
- Megaselia subulicauda Schmitz, 1929 c g
- Megaselia subvittata Borgmeier, 1967 c g
- Megaselia suis Bohart, 1947 c g
- Megaselia sulcatifrons Borgmeier, 1967 c g
- Megaselia sulfurella Schmitz, 1926 c g
- Megaselia sulina Borgmeier, 1962 c g
- Megaselia sullivani Disney, 2003 c g
- Megaselia sulphurea Borgmeier, 1971 c g
- Megaselia sulphuripes (Meigen, 1830) c g
- Megaselia sulphuriventris (Borgmeier & Schmitz, 1923) c g
- Megaselia sulphurizona Borgmeier, 1966 i c g
- Megaselia superans Borgmeier, 1958 c g
- Megaselia supercilata (Wood, 1910) c g
- Megaselia superciliata (Wood, 1910) g
- Megaselia superfurcata Schmitz, 1928 c g
- Megaselia superpilosa Bridarolli, 1951 c g
- Megaselia supina Borgmeier, 1958 c g
- Megaselia surdifrons (Wood, 1909) c g
- Megaselia surophila Disney, 1991 c g
- Megaselia suspicata Borgmeier, 1967 c g
- Megaselia sylvatica (Wood, 1910) c g
- Megaselia sylvicola (Malloch, 1914) c g
- Megaselia symondsi Disney, 2002 c g

### T
- Megaselia tabida Colyer, 1956 c g
- Megaselia tama (Schmitz, 1926) c g
- Megaselia tamanae Disney, 1995 c g
- Megaselia tamilnaduensis Disney, 1995 c g
- Megaselia tamoides Borgmeier, 1964 i c g
- Megaselia tanypalpis Kung & Brown, 2004 c g
- Megaselia tarsalis (Wood, 1910) c g
- Megaselia tarsella (Lundbeck, 1921) c g
- Megaselia tarsicia Schmitz, 1926 c g
- Megaselia tarsodes Borgmeier, 1969 c g
- Megaselia tasmaniensis (Malloch, 1912) c g
- Megaselia tecticauda Borgmeier, 1964 i c g
- Megaselia tedersooi Disney in Disney, Kurina, Tedersoo & Cakpo, 2013[4]
- Megaselia tenebricior Beyer, 1967 c g
- Megaselia tenebricola Schmitz, 1934 c g
- Megaselia tenericoma Beyer, 1965 c g
- Megaselia teneripes Schmitz, 1957 c g
- Megaselia tenuibasis Beyer, 1960 c g
- Megaselia tenuicoma Beyer, 1960 c g
- Megaselia tenuicosta Beyer, 1965 c g
- Megaselia tenuiventris Schmitz, 1927 c g
- Megaselia teresamajewskae Disney, 1998 c g
- Megaselia tergalis Beyer, 1958 c g
- Megaselia tergata (Lundbeck, 1920) c g
- Megaselia tergatula Beyer, 1965 c g
- Megaselia tergitalis Borgmeier, 1961 c g
- Megaselia termimycana Disney, 1996 c g
- Megaselia termitomyca Disney, 1989 c g
- Megaselia termitomycana Disney, 1966 g
- Megaselia testacea Schmitz, 1938 c g
- Megaselia testaceicornis Borgmeier, 1967 c g
- Megaselia tetrabrevis Disney, 2003 c g
- Megaselia tetrachaeta Beyer, 1966 c g
- Megaselia tetraseta Disney, 2007 c g
- Megaselia tetrica Borgmeier, 1964 i c g
- Megaselia tetricifrons Beyer, 1967 c g
- Megaselia teutoniae Disney, 1989 c g
- Megaselia textilis Brues, 1936 c g
- Megaselia thaleri Brenner, 2006 c g
- Megaselia thalhammeri Schmitz, 1935 c g
- Megaselia thomseni Disney & Bøggild, 2019[2]
- Megaselia tiagoensis Disney, 1991 c g
- Megaselia tibialis (Brues, 1905) c g
- Megaselia tibiella (Lundbeck, 1920) c g
- Megaselia tignorum Disney, 2009
- Megaselia tinctipennis Brues, 1936 c g
- Megaselia tinglei Disney, 1991 c g
- Megaselia tinteri Disney, 1998 c g
- Megaselia tomatoae Woolf, 1996 c g
- Megaselia tomskensis Naumov, 1992 c g
- Megaselia tonsipalpis Beyer, 1965 c g
- Megaselia tonyirwini Disney, 1988 c g
- Megaselia torautensis Disney, 1990 c g
- Megaselia totaflava Borgmeier, 1969 c g
- Megaselia totanigra Beyer, 1959 c g
- Megaselia transcarinata Borgmeier, 1971 c g
- Megaselia translocata Brues, 1936 c g
- Megaselia translucida Bridarolli, 1951 c g
- Megaselia transversalis De Meijere, 1929 g
- Megaselia transversiseta Bridarolli, 1951 c g
- Megaselia triapitsyni Michailovskaya, 2003 c g
- Megaselia trichopleurophora Beyer, 1960 c g
- Megaselia trichorrhoea (Schmitz, 1921) c g
- Megaselia trilineata (Brunetti, 1912) c g
- Megaselia trimacula  g
- Megaselia tripartita Borgmeier, 1961 c g
- Megaselia triplicicristae Disney, 2003 c g
- Megaselia tripliciseta Bridarolli, 1951 c g
- Megaselia triquetra Schmitz, 1927 c g
- Megaselia trisecta Brues, 1936 c g
- Megaselia tristis (Borgmeier, 1963) i c g
- Megaselia tritomegas Borgmeier, 1967 c g
- Megaselia trivialis (Brues, 1911) c g
- Megaselia trochanteralis Schmitz, 1953 c g
- Megaselia trochanterica Schmitz, 1926 c g
- Megaselia trochimczuki Disney & Durska, 2011
- Megaselia trogeri Brenner, 2006 c g
- Megaselia troglodytica Schmitz, 1950 c g
- Megaselia trojani Disney, 1998 c g
- Megaselia trudiae Disney, 2003 c g
- Megaselia tubulifera Borgmeier, 1962 c g
- Megaselia tubuliventris Bridarolli, 1951 c g
- Megaselia tulearensis Disney, 2005 c g
- Megaselia tumida (Wood, 1909) c g
- Megaselia tumidicornis Borgmeier, 1962 c g
- Megaselia tumidicosta Borgmeier, 1962 c g
- Megaselia tumidilla Borgmeier, 1962 c g
- Megaselia tumidirostris Borgmeier, 1969 c g
- Megaselia tumidula Borgmeier, 1962 c g
- Megaselia tumipalpis Bridarolli, 1951 c g
- Megaselia turbata Borgmeier, 1967 c g
- Megaselia turbidipennis Borgmeier, 1967 c g
- Megaselia turgida (Borgmeier, 1925) c
- Megaselia turgidilla Borgmeier, 1967 c g
- Megaselia turgipes Borgmeier, 1967 c g
- Megaselia tweedensis Disney, 2008 c g

### U-V
- Megaselia uliginosa (Wood, 1909) c g
- Megaselia ultrabrevis Schmitz, 1927
- Megaselia umbrata Schmitz, 1936 c g
- Megaselia umbrosa Brues, 1936 c g
- Megaselia undulans Schmitz, 1940 c g
- Megaselia unguicularis (Wood, 1909) c g
- Megaselia ungulata Robinson, 1981 i c g
- Megaselia unichaeta Colyer, 1962 c g
- Megaselia unicolor (Schmitz, 1919) c g
- Megaselia unisetosa Brues, 1936 c g
- Megaselia unwini Disney, 1987 c g
- Megaselia ursina (Malloch, 1912) i c g
- Megaselia ussuriensis Mikhailovskaya, 1987 c g
- Megaselia usticlava Borgmeier, 1967 c g
- Megaselia ustipennis Borgmeier, 1967 c g
- Megaselia ustulata (Schmitz, 1920) c g
- Megaselia ustulithorax Beyer, 1965 c g
- Megaselia utingensis Borgmeier, 1971 c g
- Megaselia valida (Santos Abreu, 1921) c g
- Megaselia valvata Schmitz, 1935 c g
- Megaselia vannusetarum Disney, 2006 c g
- Megaselia vapidicornis Brues, 1936 c g
- Megaselia variana Schmitz, 1926 c g
- Megaselia variegata Schmitz, 1937 c g
- Megaselia venalis Beyer, 1966 c g
- Megaselia ventralis Borgmeier, 1963 i c g
- Megaselia verdensis Disney, 1991 c g
- Megaselia verna Schmitz, 1932 c g
- Megaselia vernalis (Wood, 1909) c g
- Megaselia vernicosa Beyer, 1966 c g
- Megaselia vernicosior Beyer, 1966 c g
- Megaselia verralli (Wood, 1910) c g
- Megaselia versicolor Borgmeier, 1967 c g
- Megaselia vespertilionis Borgmeier, 1962 c g
- Megaselia vestita (Wood, 1914) c g
- Megaselia victorovi Mikhailovskaya, 1991 c g
- Megaselia viduata (Collin, 1912) c g
- Megaselia villicauda Schmitz, 1927 c g
- Megaselia villosa Michailovskaya, 2003 c g
- Megaselia vinculata Borgmeier, 1964 i c g
- Megaselia violata Borgmeier, 1969 c g
- Megaselia virescens Bridarolli, 1951 c g
- Megaselia virilis (Schmitz, 1919) c g
- Megaselia vitiomera Disney, 2006 c g
- Megaselia vittata Borgmeier, 1967 c g
- Megaselia vorata Disney, 1991 c g
- Megaselia vulcanica Bridarolli, 1951 c g

### W-Z
- Megaselia waagei Schmitz, 1935 c g
- Megaselia weissflogi Disney, 1998 c g
- Megaselia wellingtonensis Disney, 2003 c g
- Megaselia wheeleri Borgmeier, 1967 c g
- Megaselia wickenensis Disney, 2000 c g
- Megaselia wiegmanae  g
- Megaselia wigtownensis Disney, 2009
- Megaselia winnemana (Malloch, 1912) i c g
- Megaselia winqvisti Disney, 2011
- Megaselia withersi Disney, 2008 c g
- Megaselia woodi (Lundbeck, 1922) c g
- Megaselia wuzhiensis Fang, 2005 c g
- Megaselia xanthocera Borgmeier, 1967 c g
- Megaselia xanthogastra Schmitz, 1940 c g
- Megaselia xanthophila Buck & Disney, 2001 c g
- Megaselia xanthopus Beyer, 1965 c g
- Megaselia xanthopyge Beyer, 1965 c g
- Megaselia xanthozona (Strobl, 1892) c g
- Megaselia yatesi Disney, 2002 c g
- Megaselia zaitzevi Michailovskaya, 1991 c g
- Megaselia zariaensis Disney, 1989 c g
- Megaselia zebrina Beyer, 1964 i c g
- Megaselia zeno Borgmeier, 1962 c g
- Megaselia zeuzerae Disney, 1997 c g
- Megaselia zonata (Zetterstedt, 1838) c g